# Scaris habena
Scaris habena är en insektsart som beskrevs av Freytag och Delong 1982. Scaris habena ingår i släktet Scaris och familjen dvärgstritar. Inga underarter finns listade i Catalogue of Life.